# Водоспади Вапама
Водоспади Вапама (англ. Wapama Falls) — серія водоспадів на південній стіні долини Гетч-Гетчі у Національному парку Йосеміті. Можливо, це найбільший за витратою води водоспад парку, що звичайно тече протягом всього року, а протягом пікового сезону інколи заливає міст, що перетинає його, роблячи потік непрохідним. Водоспад складається з двох первинних каскадів під кутом близько 60 градусів один від одного і широкого каскаду в основі. Водоспад живиться озером Вернон, у кількох километрах на північ.
Водоспад Вамапа спускається з висоти 330 м. Подібно до водоспадів Йосеміті, він має три чіткі частини. Найвища — вільно спадає приблизно на 100 м та продовжується потоком, що круто спадає ще на 200 м у крутій пащі. Цей потік неможливо повністю побачити зі стежки, це можливо зробити тільки з протилежного боку каньйона. Нарешті, водоспад завершується приблизно 70-метровим каскадом, майже вертикальним протягом повені.